# Rage To Love
Rage To Love är en singel inspelad år 1985. Det är en poppig rocklåt framförd av Kim Wilde. När singeln släpptes blev det en större hit i Storbritannien än tidigare "flopp" singlar. Rage To Love's B-sida är en coverversion av The Shirelles "Putty In Your Hands". Man gjorde en 12" version som ingick när man köpte singeln.

## Listplaceringar
| Länder (1985)  | Topplaceringar |
| -------------- | -------------- |
| Storbritannien | 19             |
| Australien     | 94             |
| Tyskland       | 45             |